# Emma Donoghue
Emma Donoghue (Dublin, 24 de outubro de 1969) é uma escritora nascida em Dublin, Irlanda, onde viveu durante vinte anos, até se mudar para Inglaterra, para estudar em Cambridge, depois para o Canadá e, mais recentemente, para França, onde vive com a sua companheira e os dois filhos.

## LivroRoom
Emma Donoghue é escritora de ficção contemporânea e histórica. O livro dela Room (O Quarto de Jack ou Quarto) foi publicado em mais de trinta países, ele foi adaptado para os cinemas em 2016. Esse é o seu título mais conhecido, finalista do Booker Prize, mas a sua carreira como escritora conta com alguns best-sellers, como Slammerkin, The Sealed Letter, Landing, Life Mask, Hood e Stir Fry.

## Livros

### Romances
- Stir Fry (1994)
- Hood (1995)
- Slammerkin (2000)
- Life Mask (2004)
- Landing (2007)
- The Sealed Letter (2008)
- Room (2010) em Portugal: O Quarto de Jack (Porto Editora, 2011) / no Brasil: Quarto (Verus, 2016)
- Frog Music (2014)
- The Wonder (2016) em Portugal: O Prodígio (Porto Editora, 2017) / no Brasil: O Milagre (Verus, 2018)
- Akin (2019)
- The Pull of the Stars (2020) em Portugal: A dança das estrelas (Porto Editora, 2021) / no Brasil: O Capricho das Estrelas (Verus, 2022)
- Haven (2022)
- Learned by Heart (2023)

#### Série The Lotterys
- The Lotterys Plus One (2017)
- The Lotterys More or Less (2018)

### Contos
- "Dear Lang" (2009) em How Beautiful the Ordinary: Twelve Stories of Identity (ed. Michael Chart)

#### Colectâneas de contos
- Kissing the Witch (1997)
- The Woman Who Gave Birth to Rabbits (2002)
- Touchy Subjects (2006)
- Three and a Half Deaths (2011)
- Astray (2012)

### Não ficção (história)
- Passions Between Women: British Lesbian Culture 1668–1801 (1993)
- Inseparable: Desire Between Women in Literature (2010)

### Biografias
- We Are Michael Field (1998)

### Trabalhos editados
- What Sappho Would Have Said (1997)
- The Mammoth Book Of Lesbian Short Stories (1999)

## Teatro (palco)
- I Know My Own Heart (1993) (publicado em 2001)
- Ladies and Gentlemen (1996) (publicado em 1998)
- Don't Die Wondering (2005)
- Kissing the Witch (2000)
- The Talk of the Town (2012)
- Emma Donoghue: Selected Plays[ligação inativa] (publicado em 2015)

### Teatro (rádio)
- Trespasses (1996)
- Don't Die Wondering (2000)
- Exes (2001)
- Humans and Other Animals (2003)
- Mix (2003)

## Guiões de televisão
- Pluck (2001)
- Room (2015)

## Adaptação
- Room (2015) (filme)